# Kannapolis
Kannapolis è una città degli Stati Uniti d'America, al confine fra le contee di Cabarrus e di Rowan nello Stato della Carolina del Nord.
Conta 36 190 abitanti secondo il censimento del 2000 ed è la sede dei Kannapolis Cannon Ballers, squadra affiliata di Class A dei Chicago White Sox di baseball. Kannapolis è anche la sede del team di Formula 1 Haas.